# Флавій Луцій Декстер
Флавій Луцій Декстер (368 — 444 ) — політичний діяч кінця четвертого століття, якого згадують як історика і друга Єроніма Стридонського. Був сином святого Пакіана, імператорського посадовця, якому адресовано присвячення De Viris Illustribus Єроніма.
Луцій вважався імовірним автором хроніки, яка називається Omnimoda Historia (або Хроніка Псевдо-Декстера). Насправді цей твір виявився підробкою, однією з багатьох робіт Романа де ла Ігери (1538–1611), До них відноситься і продовження, яке приписується Марку Максиму.
До 1600 року ці фальшиві хроніки вже викликали сумніви, але суперечки тривали до кінця вісімнадцятого століття. Цистерціанець Франсуа де Бівар (Біваріус) опублікував коментар і сильний захист (Ліон, 1627). Пізніших згадок про хроніку, як справжню багато. Наприклад, її частково включено до Patrologia Latina.
Луцію також приписують другий твір In prophetam Danielis de quatuor animalibus («Проти пророка Даниїла про чотирьох тварин»).